# Karago-See
Der Karago-See liegt im gleichnamigen Sektor Karago des Distrikts Nyabihu in der Westprovinz von Ruanda.

## Geographie
Der Karago-See liegt auf einer Höhe von über 2300 m und hat eine Fläche von 0,27 km² bei einer maximalen Länge von 1 km und Breite von 0,5 km. Ein Zufluss des Sees ist von Norden kommend der Nyamukongoro. Ein Abfluss besteht nicht. Westlich des Sees verläuft die Nationalstraße 16. Weitere kleine Seen befinden sich im Nordosten und Südosten. Im Nordwesten liegt der Ort Mukamira und im Südwesten Cyambuye.
Die Temperaturen fallen in der hochgelegenen Region auf bis zu 10 °C. Die Niederschläge liegen bei 1500 bis 1700 mm jährlich. Während der zweimal im Jahr auftretenden Regenzeiten bringt der Nyamukongoro Sedimente aus dem Quellgebiet im südwestlich gelegenen Gishwati-Wald in den See. Nach einer Untersuchung der Rwanda Environment Management Authority (REMA) aus dem Jahr 2012 betrug die Menge dieser in den See eingebrachten Sedimente 2000 bis 3000 Tonnen jährlich. Um die Verschlammung zu reduzieren wurden entlang von 10 Kilometern des Nyamukongoro eine Anzahl von rund 80.200 Bambusschösslingen gepflanzt.

## Fauna
Der Karago-See ist der Typenfundort der Froschart Ptychadena chrysogaster aus der Familie der Echten Frösche.

## Wirtschaft
Die Bedingungen für die Fischerei sind im Karago-See aufgrund des im Vergleich zu anderen Seen Ruandas kälteren Klimas und der Verschlammung schwierig. Im Jahr 2022 wurden rund 3000 Karpfeneier eingeführt, da die Fischart für die Bedingungen im See als geeigneter eingestuft wurde als bisher eingeführte Arten.